# 한도
한도(韓陶), 또는 한음(韓陰) (? ~ 기원전 89년)은 위만조선의 호족이다.

## 개요
한음은 우거왕의 아들 장항(長降)과 함께 한나라의 투항한 인물이다. 한나라의 조선 점령에 협조하여 발해 지역에 봉분되어 적저후(荻苴侯)가 되었다. 우거왕의 아들 장항(長降)은 기후(幾侯)에 봉분, 한음(韓陰) 혹은 한도(韓陶)는 적저후(荻苴侯)에 봉분, 왕협(王唊)은 평주후(平州侯)에 봉분, 이계상(尼谿相) 삼(參)은 홰청후(澅淸侯)에 봉분, 노인(路人)의 아들 최(最)는 온양후(溫陽侯), 또는 날양후(涅陽侯)에 봉분되었다.
한도(韓陶), 한음(韓陰)은 적지후에 봉분된 지 19년을 지난 후에 죽었다고 한다.

## 같이 보기
- 위만조선
- 위만
- 우거왕
- 왕겹
- 이계상
- 최
- 노인 (고조선)

## 참고 문헌
- 사마천 (기원전1~2세기). 〈권제115 조선열전(朝鮮列傳) / (漢文本)〉. 《사기》.
- 반고(1세기), 《한서》〈권95 서남이양오조선전(西南夷兩粵朝鮮傳)〉